# Pierfrancesco Diliberto
Pour les articles homonymes, voir Pif et Diliberto.
Pierfrancesco Diliberto, également connu sous le surnom Pif, né à Palerme le 4 juin 1972, est un animateur de télévision, un réalisateur, un scénariste, un acteur et écrivain italien.

## Biographie
Pierfrancesco Diliberto est le fils du réalisateur Maurizio Diliberto. Après avoir fréquenté le lycée en section scientifique, il décide de ne pas s'inscrire à l'université, mais déménage à Londres où il assiste à des cours de Media Practice.
Il assiste le réalisateur Marco Tullio Giordana dans le célèbre  Les Cent pas (I cento passi, 2000), le film remporte quatre prix David di Donatello et un prix à la Mostra de Venise. Toujours en 1998, à Milan, il participe à un concours chez Mediaset pour devenir scénariste pour la télévision.
De 2001 à 2007, il écrit, présente, puis crée diverses émissions télévisées : Candid & Video Show et Le Iene sur Italia 1, Mtv Day 2007, Il testimone (it) et Il testimone Vip sur MTV Italie. Le surnom « Pif » lui est donné par Marco Berry (it) au cours d'un voyage de travail.
En 2007, il participe à la campagne de MTV Io voto de sensibilisation au vote. En mai 2012, pour les 20 ans de la mort de Giovanni Falcone et de Paolo Borsellino, il écrit le chapitre Sarà stata una fuga di gas dans l'ouvrage collectif Dove Eravamo. Vent'anni dopo Capaci e via D'Amelio. Le 27 octobre 2013, il tient un discours à Florence pendant la manifestation organisée par le maire Matteo Renzi, en attaquant Rosy Bindi sur ses affirmations sur la mafia ainsi que Vladimiro Crisafulli.
En 2013, il réalise son premier film où il joue également et qui se déroule à Palerme, La mafia tue seulement en été,.
En 2014, il ouvre les soirées de la kermesse Sanremo & Sanromolo du Festival de Sanremo, fait la publicité de Telecom Italia Mobile, et anime le programme radio I provinciali sur Rai 2.
En 2016, il réalise son second film, Bienvenue en Sicile, qui se déroule à Erice, à la réserve naturelle des marais salants de Trapani et Paceco, à la réserve Scala dei Turchi près de Realmonte et aux grottes de Scurati près de Custonaci.

## Cinéma

### Comme acteur
- 2013 : La mafia tue seulement en été (La mafia uccide solo d'estate)
- 2013 : Pazze di me de Fausto Brizzi
- 2016 : Bienvenue en Sicile (In guerra per amore)
- 2017 : L'Empereur (documentaire) de Luc Jacquet : narrateur de la version italienne
- 2019 : Momenti di trascurabile felicità de Daniele Luchetti

### Comme réalisateur
- 2013 : La mafia tue seulement en été (La mafia uccide solo d'estate)
- 2016 : Bienvenue en Sicile (In guerra per amore)[4]
- 2021 : E noi come stronzi rimanemmo a guardare

### Comme assistant réalisateur
- 2000 : Les Cent pas (I cento passi) de Marco Tullio Giordana

## Télévision
- 2001 : Candid & Video Show, Italia 1
- 2001-2007 : Le Iene, Italia 1
- 2007-présent : Il testimone (it), MTV Italie
- 2012 : Io voto, MTV Italie
- 2013 : Un posto al sole, Rai 3, cameo pendant le tournage d'un épisode d' Il Testimone
- 2014 : Sanremo & Sanromolo, Rai 1
- 2014 : MTV Awards 2014 MTV Italie,
- 2015 : B.O.A.T.S. - Based On A True Story (Deejay TV)
- 2016 : Le Iene (Italia 1) - Animateur
- 2016 : Un gelato per Saviano - Roberto Saviano 10 anni dopo (Rai 3,
- 2016 : La mafia tue seulement en été (La mafia uccide solo d'estate!) (Rai 1, 21 novembre 2016), série télévisée ; PIF est le narrateur[5]
- 2017 : Caro Marziano (it) (Rai 3), PIF est l'animateur qui écrit à un martien sur les maux de l'Italie.
- 2017 : « Giovanni Falcone Paolo Borsellino » le 23 mai 2017 a participé avec Fabio Fazio et Roberto Saviano à la transmission de la (RAI 1) en direct de Palerme, à l'occasion du vingt-cinquième anniversaire du massacre de Capaci commis par Cosa nostra

## Radio
- 2014-présent : I provinciali, Rai 2

## Livres
- 2007 : (it) Pierfrancesco Diliberto, Piffettopoli. Le fatiche di un quasi vip, Zero91, 2007, 157 p. (ISBN 978-88-95381-02-2)
- 2012 : (it) Ouvrage collectif, Dove Eravamo. Vent'anni dopo Capaci e via D'Amelio, Caracò, 2012, 149 p. (ISBN 978-88-97567-08-0), « Sarà stata una fuga di gas »

## Prix
- David di Donatello
  - 2014 - Meilleur réalisateur débutant (Migliore regista esordiente), pour La mafia tue seulement en été
  - Prix David des jeunes (Premio David Giovani )

- Ruban d'argent
  - 2014 Prix du meilleur nouveau réalisateur (Miglior nuovo  regista)

- Globe d'or
  - 2006 - Globo d'oro europeo
  - 2007 - Meilleur scénario (Miglior sceneggiatore) , pour La mafia tue seulement en été

- Prix du cinéma européen
  - 2014 Meilleure comédie La mafia tue seulement en été (La mafia uccide solo d'estate)  Italie

### Source de la traduction
- (it) Cet article est partiellement ou en totalité issu de l’article de Wikipédia en italien intitulé « Pif (conduttore televisivo) » (voir la liste des auteurs).